# Ken McKenzie Trophy (IHL)
Die Ken McKenzie Trophy war eine Eishockeytrophäe der International Hockey League. Die Trophäe wurde ab der Saison 1977/78 bis zur Auflösung der Liga 2001 jährlich an den besten US-amerikanischen Rookie vergeben. Die Trophäe wurde nach Ken McKenzie, einem kanadischen Journalisten und Gründer der The-Hockey-News-Fachzeitschrift, benannt.

## Gewinner der Auszeichnung
| Jahr    | Gewinner                     | Team                                 |
| ------- | ---------------------------- | ------------------------------------ |
| 2000/01 | Brian Pothier                | Orlando Solar Bears                  |
| 1999/00 | Andrew Berenzweig            | Milwaukee Admirals                   |
| 1998/99 | Mark Mowers                  | Milwaukee Admirals                   |
| 1997/98 | Eric Nickulas                | Orlando Solar Bears                  |
| 1996/97 | Brian Felsner                | Orlando Solar Bears                  |
| 1995/96 | Brett Lievers                | Utah Grizzlies                       |
| 1994/95 | Chris Marinucci              | Denver Grizzlies                     |
| 1993/94 | Chris Rogles                 | Indianapolis Ice                     |
| 1992/93 | Mark Beaufait                | Kansas City Blades                   |
| 1991/92 | Kevin Wortman                | Salt Lake Golden Eagles              |
| 1990/91 | C. J. Young                  | Salt Lake Golden Eagles              |
| 1989/90 | Tim Sweeney                  | Salt Lake Golden Eagles              |
| 1988/89 | Paul Ranheim                 | Salt Lake Golden Eagles              |
| 1987/88 | Dan Woodley                  | Flint Spirits                        |
| 1986/87 | Ray LeBlanc                  | Flint Spirits                        |
| 1985/86 | Brian Noonan                 | Saginaw Generals                     |
| 1984/85 | Bill Schafhauser             | Kalamazoo Wings                      |
| 1983/84 | Mike Krensing                | Muskegon Mohawks                     |
| 1982/83 | Paul Fenton                  | Peoria Prancers                      |
| 1981/82 | Steve Salvucci               | Saginaw Gears                        |
| 1980/81 | Mike LaBianca Steve Janaszak | Toledo Goaldiggers Fort Wayne Komets |
| 1979/80 | Bob Janecyk                  | Fort Wayne Komets                    |
| 1978/79 | Jon Fontas                   | Saginaw Gears                        |
| 1977/78 | Mike Eruzione                | Toledo Goaldiggers                   |